# Melandra
Melandra (griechisch Μελάνδρα oder auch Μελάντρα, türkisch Beşiktepe) ist eine verlassene Gemeinde im Bezirk Paphos in der Republik Zypern. Bei der Volkszählung im Jahr 2021 hatte sie keine Einwohner.

## Name
Es wird angenommen, dass der Dorfname antiken Ursprungs ist, wobei die erste Verbindung das Wort melanos ist, das den dunkel gefärbten Boden charakterisiert. Laut Jack C. Goodwin könnte Melandra auch nach einer Eichenart namens Melandres benannt worden sein. Im Jahr 1958 nahmen die Zyperntürken den alternativen Namen Beşiktepe an, was so viel wie „Wiegenhügel“ bedeutet.
Im Mittelalter war das Dorf auf alten Karten als Melandra oder Meladra verzeichnet.

## Lage und Umgebung

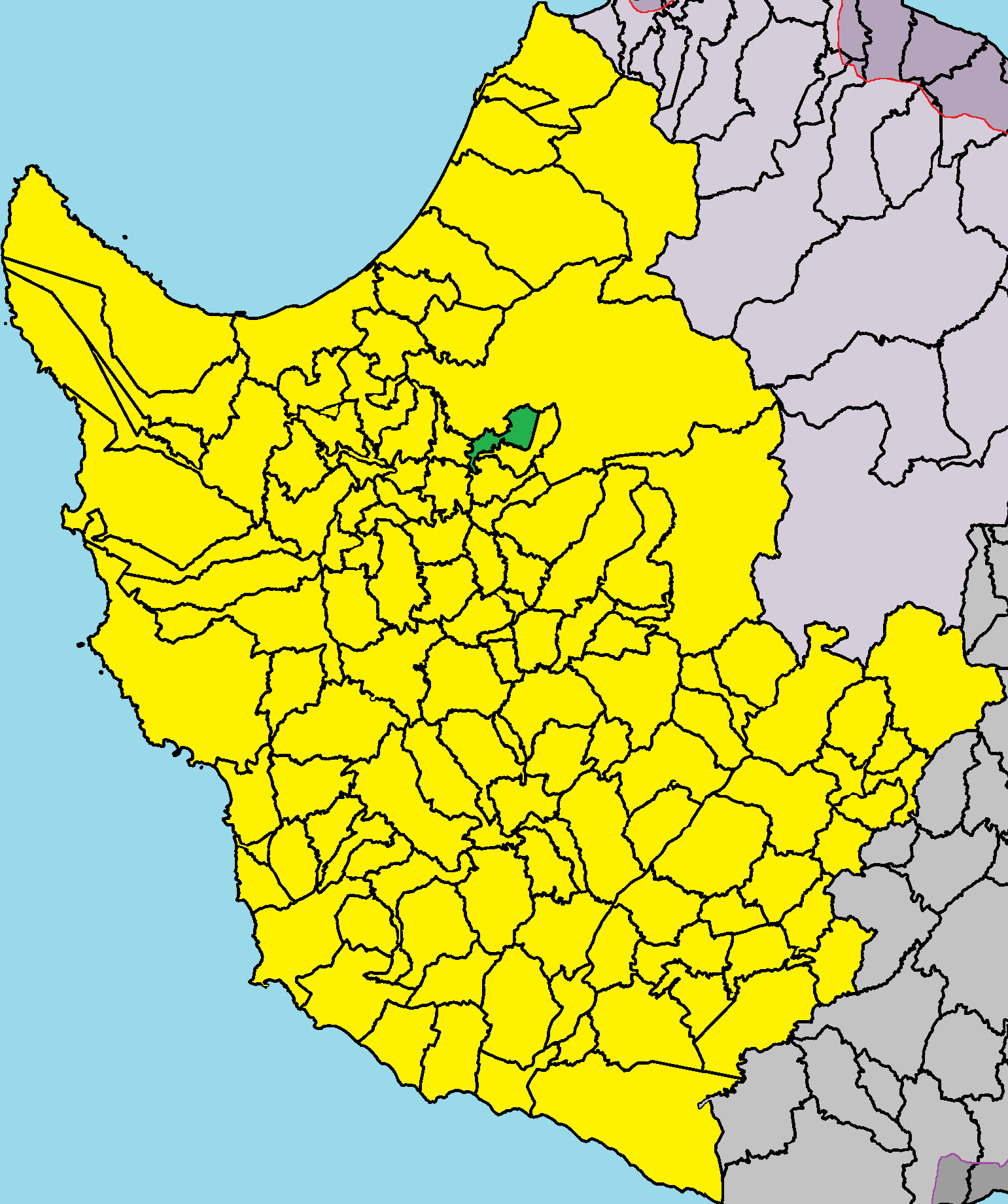
Lage im Bezirk Paphos

Melandra liegt im Westen der Mittelmeerinsel Zypern auf einer Höhe von etwa 575 Metern, etwa 40 Kilometer nordöstlich von Paphos, 105 Kilometer nordwestlich von Limassol und 131 Kilometer südwestlich von Nikosia. Das 3,92633 Quadratkilometer große Dorf grenzt im Norden an Lysos, im Osten und Süden an Zacharia, im Südwesten an Kios und im Westen an Meladia. Das Dorf kann über einen Abzweig der Straße E723 erreicht werden.
Die durchschnittliche jährliche Niederschlagsmenge beträgt etwa 630 Millimeter. Geologisch betrachtet wird das Gemeindegebiet von den Ablagerungen der Kannavi-Formation (Bentonite und Sandsteine), den Ablagerungen der Lefkara-Formation (Kreiden, Mergel und Keratolithe) und den kontinentalen Kalksteinen der Koronia-Formation dominiert und die Laven des Troodos-Vulkankomplexes. Darauf entwickelten sich kalkhaltige Böden und Torfmoose.

## Geschichte
Melandra soll während der frühbyzantinischen Zeit ein dürftiger Landkreis auf der Insel Zypern der Stadt Arsinoe in Marion gewesen sein.

### Bevölkerungsentwicklung
Nach der Türkischen Invasion Zyperns im Jahr 1974 zogen einige Bewohner von Melandra heimlich über die Berge in den Norden der Insel. Die restlichen Bewohner wurden am 3. September 1975 unter UNFICYP-Eskorte evakuiert und nach Nordzypern überstellt.
Danach war das Dorf verlassen, bis bei der Volkszählung 2011 2 Einwohner verzeichnet wurden. Laut der Volkszählung im Jahr 2021 war das Dorf später erneut verlassen.
Die folgende Tabelle zeigt die Bevölkerung des Dorfes, wie sie in den in Zypern durchgeführten Volkszählungen erfasst wurde.
| Jahr      | 1881 | 1891 | 1901 | 1911 | 1921 | 1931 | 1946 | 1960 | 1976 | 1982 | 1992 | 2001 | 2011 | 2021 |
| Einwohner | 125  | 124  | 141  | 135  | 171  | 184  | 226  | 204  | 0    | 0    | 0    | 0    | 2    | 0    |